# Santa Cruz County (Arizona)
Santa Cruz County je okres ve státě Arizona v USA. K roku 2010 zde žilo 47 420 obyvatel. Správním městem okresu je Nogales. Celková rozloha okresu činí 3 207 km², čímž je nejmenším okresem Arizony. Na jihu sousedí s Mexikem.

## Sousední okresy
| Růžice kompasu |             | Pima County                 |                | Růžice kompasu |
| Růžice kompasu | Pima County | Sever                       | Cochise County | Růžice kompasu |
| Růžice kompasu | Pima County | Santa Cruz County (Arizona) | Cochise County | Růžice kompasu |
| Růžice kompasu | Pima County | Jih                         | Cochise County | Růžice kompasu |
| Růžice kompasu |             |                             |                | Růžice kompasu |